# Poděvousy

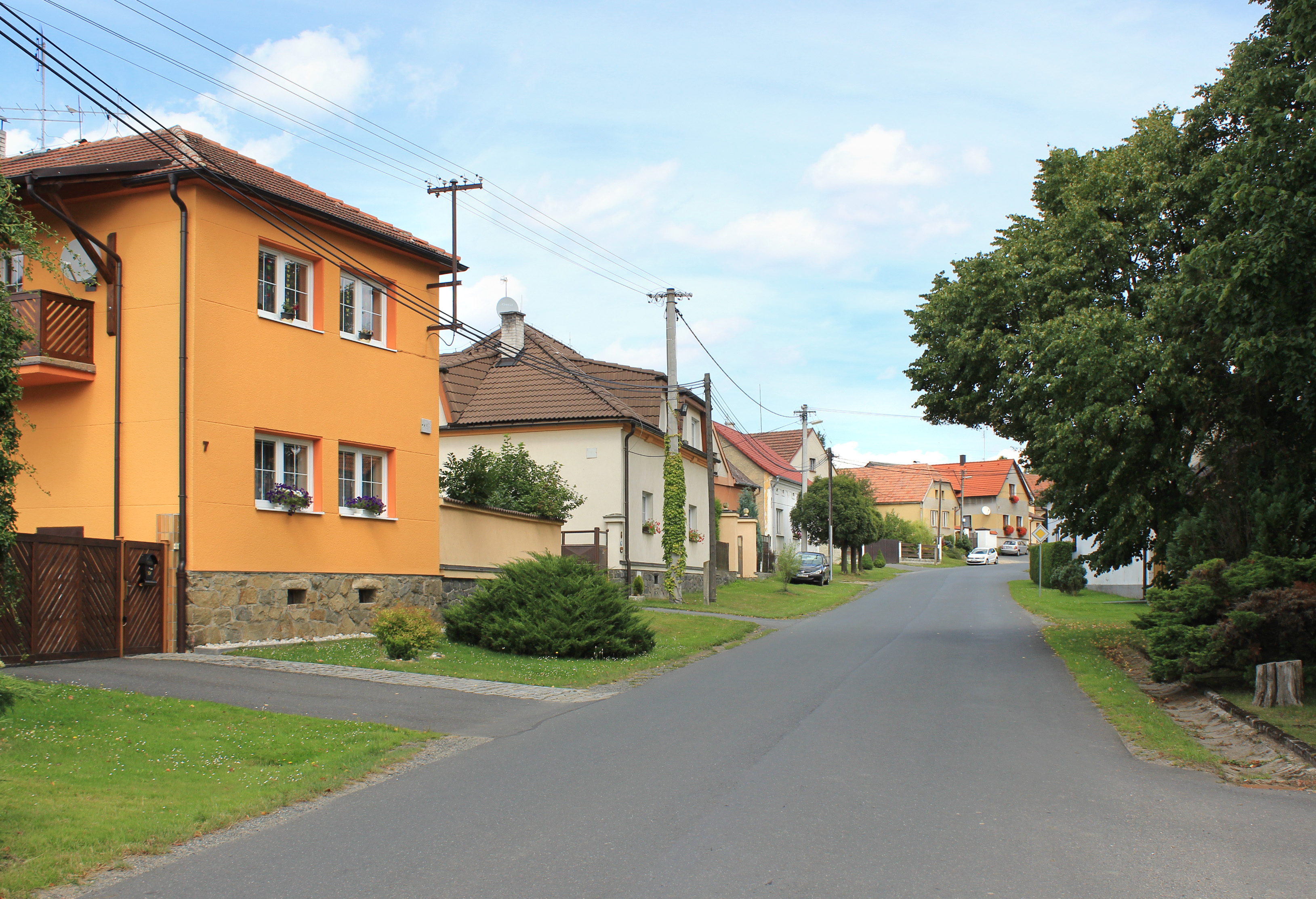
Die Hauptstraße

Poděvousy (deutsch Podiefuß) ist eine Gemeinde in Tschechien. Sie liegt fünf Kilometer südöstlich von Staňkov und gehört zum Okres Domažlice.

## Geographie
Poděvousy befindet sich südlich des Wittunawaldes im Pilsener Hügelland. Das Dorf liegt rechtsseitig über dem Tal des Srbický potok in der Quellmulde eines kleinen Zuflusses. Nördlich erhebt sich die Kamenná hora (Wittunaberg, 507 m), im Osten der Srnčí vrch (535 m), südöstlich die Ptenínská hora (492 m) und die Buková hora (511 m) sowie im Süden der Holec (545 m). Durch den Ort führt die Straße II/183 zwischen Domažlice und Přeštice.
Nachbarorte sind Holýšov, Zelený Háj, Vytůň, Na Sklárně und Líšina im Norden, Čelákovy, Lhota und Buková im Nordosten, Hráz, Ptenín, Háje und Újezdec im Osten, Křenice und Strýčkovice im Südosten, Těšovice, Zichov und Chocomyšl im Süden, Srbice, Nové Dvory und Hlohovčice im Südwesten, Hlohová und Čermná im Westen sowie Krchleby, Víšek und Horní Kamenice im Nordwesten.

## Geschichte
Die erste schriftliche Erwähnung von Poděvousy erfolgte im Jahre 1115 als Besitz des Klosters Kladruby.
Nach der Aufhebung der Patrimonialherrschaft bildete Poděvousy/Podiefuß ab 1850 eine Gemeinde im Gerichtsbezirk Bischofteinitz. Ab 1868 gehörte die Gemeinde zum Bezirk Bischofteinitz. 1949 wurde Poděvousy dem Okres Stod zugeordnet, seit 1961 gehört das Dorf zum Okres Domažlice. Ab 1961 war Poděvousy nach Čermná und danach zwischen 1980 und 1990  nach Srbice eingemeindet.

## Sehenswürdigkeiten
- Kapelle am Dorfplatz